# ZOC (アイドルグループ)
ZOC（ゾック）は、2018年9月に結成された日本のアイドルグループ。2022年7月にグループ名をMETAMUSE（メタミューズ）へと改名し、2023年11月に新生「ZOC」として再改名。2024年3月に活動休止。2025年1月より、“最後のZOC”としてZOCX（読みは同じゾック）に表記を改め、新体制で再始動。
レーベルはHOLD THE MUSIC（エイベックス・エンタテインメント）。TOKYO PINK所属。

## 概要
2018年に自ら「超歌手」を名乗るシンガーソングライターの大森靖子を中心として始動。徒弟関係や親子関係を連想させる「大森靖子プロデュース」を否定し、大森自らをプロデューサー兼メンバー兼同志を表す「共犯者」と位置付けている。
2019年4月にシングル「family name」でT-Palette Recordsよりデビューを飾り、2021年1月にシングル「AGE OF ZOC/DON'T TRUST TEENAGER」でavex traxよりメジャーデビューを果たした。
発足のきっかけは、大森が選考委員を務めるオーディションプロジェクト『ミスiD』の実行委員長である小林司の異動によって、ミスiD出身者によるアイドルグループの結成計画が宙に浮いた形となったことと、西井万理那が所属するアイドルグループ「生ハムと焼うどん」が活動休止した際に、大森が西井のためにアイドルグループを作る約束をしていたことにある。
振付はriko（山之口理香子）が担当（2024年まで）。2018年11月に行われたイベントで、欠席した大森と戦慄かなのの代役として初めてステージ上に登場。以後は「共犯者」として不定期に登場していたが、2020年10月に開催されたワンマンライブ『AGE OF ZOC』で、雅雀り子として正式メンバーとなった。
グループ名「ZOC」は、ウォー・シミュレーションゲームなどで用いられる「Zone of Control（支配領域）」の略語「ZOC」をもじり、「孤独を孤立させない」という意味の「Zone Out of Control」に由来していた。
しかし、大森は2022年の世界情勢を考えると「Z」や、「支配領域」を無責任に使えない気持ちが大きくなり「METAMUSE」改名に至ったと述べている。
2023年11月に、東京・恵比寿ザ・ガーデンホールで開催された『♡秋のTOKYOPINK FES♡』にて、METAMUSE改め新生「ZOC」として再始動。2024年3月に活動休止。
2025年1月、“最後のZOC”として「ZOCX（読みは同じゾック）」に表記を改め、新体制で始動することを発表。

## 略歴

### 結成
2018年
- 9月18日、東京・LIQUIDROOMにて行われた『大森靖子生誕祭』にて、オリジナルメンバーの藍染カレン、戦慄かなの、香椎かてぃ、西井万理那、葵時フィン、兎凪さやかをお披露目。同日、プレデビュー曲「ZOC実験室」のミュージックビデオを公開[20]。
- 10月、デビューを前に葵時フィンが脱退。
- 10月3日、ABEMA SPECIALチャンネル「矢口真里の火曜the NIGHT」に出演[21]。

2019年
- 4月30日、T-Palette Recordsよりデビューシングル「family name」をリリース[10]。
- 9月9日、東京・Zepp TOKYOにて初のワンマンライブ『We are ZOC』を開催。新曲「断捨離彼氏」、および、各メンバーがソロ曲（戦慄は「moreきゅん奴隷」、藍染は「紅のクオリア」、西井は「それな！人生PARTY」、兎凪は「愛モード」、香椎は「仮定少女」、大森は「非国民的ヒーロー」）を披露[22]
- 12月23日、不祥事により兎凪さやかが脱退[23]。

2020年
- 2月8日より、浅草花やしきとコラボイベント[24]。
- 3月27日、YouTubeの配信で行われた『SHINEMAGIC 発売記念 緊急生ライブ』にて、巫まろが加入[25]。
- 4月10日、日本テレビ系「バズリズム02」に出演[26]。
- 7月8日、戦慄かなのが卒業[27][28][29]。同日、ekomsとのマネージメント契約を終了[27][30]。
- 7月19日に開催されたオンラインサイン会をもって活動を一時休止[1][27]。
- 8月30日、東京・Zepp Tokyoで開催された配信サーキットフェス『@JAM ONLINE FESTIVAL 2020』にて活動を再開[2][31]。
- 9月12日より、ドン・キホーテ限定コラボグッズを発売[32]。
- 10月1日、東京・中野サンプラザにて再始動ライブ『AGE OF ZOC』を開催[33]し、共犯者兼振付師であったrikoが雅雀り子として正式に加入[15]。また、avex traxよりメジャーデビューすることを発表[15]。同日、大森のTwitterにて、新事務所が大森が社長を務めるTOKYO PINKであることを公表[34]。

### メジャーデビュー
2021年
- 1月20日、シングル「AGE OF ZOC/DON'T TRUST TEENAGER」でavex traxよりメジャーデビュー[35]。
- 2月より、ベーシストの大内ライダーがマネージャーを担当[36]。
- 2月8日、東京・日本武道館公演『NEVER TRUST ZOC FINAL』をもって、香椎かてぃが卒業[37][38]。
- 4月1日、「ZOC BIBLE」発刊[39]。
- 5月13日、ZOC新メンバーオーディション[40][41]により選抜された鎮目のどかの加入を発表[42][43]。
- 6月7日、NHK WORLD-JAPAN「J-MELO」に出演[44]。
- 6月9日、avex traxより1stフルアルバム「PvP」リリース[11]。
- 6月11日、日本テレビ系「バズリズム02」に出演[45]。
- 7月12日、ZOCとBiSが東京・タワーレコード渋谷店で合同リリースイベントを開催[46]。リリースイベントの模様は現地での観覧のほか、会場に足を運べない人のために配信も行われた[47]。
- 7月18日、フジテレビ系「Love music」に出演[48]。
- 9月9日、雅雀り子・鎮目のどかのソロ楽曲をそれぞれ配信リリース[49]。
- 10月25日、ZOCオフィシャルサイトで、藍染カレン・西井万理那・巫まろ・鎮目のどかが「zoc」（小文字ゾック）としてのライブ活動を開始することが発表[50]。
- 11月3日、ZOCとBiSのスプリットシングル「割礼GIRL / BEGGiNG」タワーレコード限定で発売[51]。
- 12月17日、東京・中野サンプラザでワンマンライブ『ZOC CLUTCH 2021』を開催し、アンコールで吉良乃ジョナの加入を発表[52]。

2022年
- 4月20日、同年7月7日をもってグループ名を「METAMUSE」（メタミューズ）に改名することを発表[53]。
- 5月28日、ZOC公式Twitterで吉良乃ジョナの活動終了を発表[54]。
- 7月6日、シングル「tiffany tiffany / わがままぱじゃま」をリリース[8]。

### METAMUSEに改名
- 7月7日、東京・LINE CUBE SHIBUYA（渋谷公会堂）で開催された『ZOC RPG TOUR 2022』のファイナル公演『ZOC THE FINAL』で「METAMUSE」に改名[5]。

2023年
- 1月25日、シングル「メタメメント」をリリース[55]。
- 3月5日、東京・HMVエソラ池袋店にて写真集『1987 -METAMUSE style & photo book』出版記念イベントを開催[56]。
- 3月8日、初の公式写真集『1987 -METAMUSE style & photo book』発売[57]。
- 5月10日、シングル「ハッピーエンド延長戦」をリリース[58]。
- 7月22日、大森靖子が代表を務める音楽事務所「TOKYO PINK」でメンバーオーディションの開催を発表[59][注 2]。
- 9月26日、METAMUSEとMAPAによるスプリットシングル「いちご完全犯罪 / 猫の国」をTOWER RECORDS LABELよりリリース[60]。

### ZOCに再改名
- 11月11日、東京・恵比寿ザ・ガーデンホールにて開催された『♡秋のTOKYOPINK FES♡』で新生「ZOC」に改名し[61]、TOKYO PINKオーディションにより選抜された荼緒あいみの加入を発表[62]。
- 12月1日より、パックマンとノージェンダーウェアブランド『REFLEM』とトリプルコラボレーションを開始[63][64]。

2024年
- 1月20日・21日、初の海外ライブ台湾2DAYS[65][66][67]。
- 1月31日、シングル「QUEEN OF TONE / CRUSH ALONE」をリリース[68]。
- 2月21日より、配信スタジオBLACKBOX3にて初の展示会『ZOC MUSEUM supported by Fanicon』を開催[69]。
- 3月31日、西井万理那・巫まろ・鎮目のどか・雅雀り子が脱退、ZOCは現体制の活動を終了し、当面はグループとしての活動は休止[7][3][70][71]。
- 11月4日、東京・GARDEN新木場FACTORYで開催れた『♡秋のTOKYOPINKFES♡2024（藍染カレン卒業記念ソロライブ『ETERNAL FIGHTER RED』）』にて、藍染カレンが卒業[72][73]。

### ZOCXに表記を改め再始動
2025年
- 1月1日、“最後のZOC”として、「ZOCX（読みは同じゾック）」に表記を改め、新体制での始動を発表。メンバーは、大森靖子、2023年に開催されたZOC新メンバーオーディションで加入した茶緒あいみ、新メンバーに元・豆柴の大群の「ミユキエンジェル」こと天國3ゅ姫、椿宝座の千椿真夢、元・夢喰NEONの「はうき」こと猫猫猫はう。そして、初代ZOCのオリジナルメンバー戦慄かなのが再加入[74]。
- 2月20日より、新体制での初のツアー『ZOCX 1st "badface" TOUR』を開催[4][75]。
- 4月1日、ZOCX改名後初のシングル「badface / ENDINGING」をリリース[76]。
- 4月3日より、大森靖子と戦慄かなのが表紙を務めた（裏表紙はZOCX）『IDOL AND READ 042』の発売を記念して、HMV店舗にてZOCXパネル展を開催[77]。
- 6月6日、ロンドンのライブハウスThe Underworldにて開催された『WACK in the U.K. Vol.6』に、2024年11月に卒業した藍染カレンを迎えての特別編成で出演[78]。
- 6月14日より、全国ツアー『ZOCX NEW GAME TOUR 2025』を開催[79][80]。

## メンバー

### 現メンバー
| 名前        | 読み              | 生年月日（年齢）      | カラー          | 備考 |
| ----------- | ----------------- | --------------------- | --------------- | --- |
| 大森 靖子   | おおもり せいこ   | 1987年9月18日（37歳） | TOKYO PINK      | - 共犯者 |
| 荼緒 あいみ | ちゃお あいみ     | 2005年10月9日（19歳） | LOVEBERRY MOUVE | - 2023年11月11日加入 |
| 戦慄 かなの | せんりつ かなの   | 1998年9月8日（26歳）  | FABULOUS AQUA   | - オリジナルメンバー、2020年7月8日卒業 - 2025年1月1日再加入 - ミスiD2018サバイバル賞 - femme fatale、悪魔のキッスと兼任 |
| 千椿 真夢   | せんつばき まゆ   | 2006年3月20日（19歳） | BLACK ROSE      | - 2025年1月1日加入 - 椿宝座と兼任                                                                                       |
| 天國 3ゅ姫  | あまくに みゆき   | 2000年11月8日（24歳） | ANGEL MILK      | - 2025年1月1日加入 - 元・豆柴の大群の「ミユキエンジェル」                                                               |
| 猫猫猫 はう | ねこねこねこ はう | 2000年2月15日（25歳） | SECRET BLUE     | - 2025年1月1日加入 - 元・夢喰NEONの「はうき」 - アパレルブランド「Hauls」のプロデューサー                               |

### 旧メンバー
| 名前          | 読み            | 生年月日（年齢）       | カラー          | 備考 |
| ------------- | --------------- | ---------------------- | --------------- | --- |
| 葵時 フィン   | きとき ふぃん   | 2001年10月1日（23歳）  | 黄色            | - オリジナルメンバー - ミスiD2019ファイナリスト（エントリー時は「フィン」） - 現・のんふぃく！メンバーの「永月十華」 - 2018年10月脱退                                                                            |
| 兎凪 さやか   | うなぎ さやか   | 1999年12月16日（25歳） | 白色            | - オリジナルメンバー - ミスiD2018ファイナリスト（エントリー時は「さやか」） - 2019年12月23日脱退 - 元・モノクローンメンバーの「兎月さやか」 - 現在はアイドル活動を終了。アパレルブランド「pium」のプロデューサー |
| 香椎 かてぃ   | かしい かてぃ   | 1998年10月10日（26歳） | SMOKE VIOLET    | - オリジナルメンバー - ミスiD2017大森靖子賞（エントリー時は「かてぃ」） - 現・Haze、悪魔のキッスメンバー - 2021年2月8日卒業                                                                                      |
| 吉良乃 ジョナ | きらの じょな   | 1999年11月26日（25歳） | BABY BLUE DRIVE | - 2021年12月17日加入 - ミスiD2020（「東条ジョナ」名義） - 現・Twingowindメンバーの「東条ジョナ」 - 2022年5月28日脱退                                                                                             |
| 西井 万理那   | にしい まりな   | 1997年8月22日（27歳）  | PARTY ORANGE    | - オリジナルメンバー - 現・生ハムと焼うどん（断食中）、あぽかりっぷす（活動休止中）、日替わり定食二人前メンバー - 2024年3月31日脱退                                                                              |
| 巫 まろ       | かんなぎ まろ   | 1995年3月12日（30歳）  | MARRON CREAM    | - 2020年3月27日加入 - 元・アンジュルムメンバーの「福田花音｣ - 2024年3月31日脱退 - 脱退後は「カンナギマロ」名義で活動                                                                                             |
| 雅雀 り子     | やちあ りこ     | 1995年11月7日（29歳）  | MIDNIGHT        | - 振付担当 - ミスiD2017（エントリー時は｢私。｣） - 2018年11月11日に共犯者として初登場、2020年10月1日に正式加入 - 2024年3月31日脱退 - 脱退後は本名の「山之口理香子」名義で活動                                     |
| 鎮目 のどか   | しずめ のどか   | 2005年10月12日（19歳） | NEVERLAND GREEN | - 2021年5月13日加入 - 2024年3月31日脱退 - 現・iLiFE!メンバーの「那蘭のどか」 |
| 藍染 カレン   | あいぞめ かれん | 1997年9月29日（27歳）  | FIGHTER RED     | - オリジナルメンバー - ミスiD2018大郷剛賞 - 元・禁断の多数決第4期メンバー - 2024年11月4日卒業 |

## 作品
順位はオリコンチャート週間ランキング最高位。

### 参加作品
- 大森靖子
  - 「ZOC実験室」Music Video (2018年9月18日公開)[20]
  - 「NIGHT ON THE PLANET -Broken World-」Music Video（2020年10月28日公開）[93]
  - 「前説ADvance」Music Video（2022年9月1日公開）[94]
- TVアニメ地縛少年花子くんオープニングテーマ「No.7」地縛少年バンド（2020年2月26日 ポニーキャニオン） ※藍染カレン、香椎かてぃ、戦慄かなのがコーラスで参加[95]。藍染カレン、香椎かてぃはMVにも出演[96]。

## 出演

### ラジオ番組
- ZOCのオールナイトニッポン0(ZERO)（2021年1月16日、ニッポン放送）[97]
- ランダムZOCちゃん（2021年10月29日 - 2022年6月16日、ニッポン放送）[98]
  - ランダムZOCちゃん ver.M（2022年7月14日 - 2023年3月23日、ニッポン放送）[99]
- FAIR NEXT INNOVATION ICONIC MOMENTS（2023年7月21日[100] - 9月15日、2025年1月25日[101] - 、ZIP-FM）- 月イチレギュラー
  - FAIR NEXT INNOVATION ICONIC MOMENTS 〜TOKYO PINK SPECIAL〜（2023年12月29日、ZIP-FM）[102]

### ネット番組
- ZOC第二幕～2021年へ重大発表＆MV超超先行公開特番（2020年12月4日、AbemaTV）[103]

### モデル
- adidas「ADIFOM STAN MULE W」（2023年）- ビジュアルモデル（METAMUSE μ）[104]

#### 広告
- SIGHTRON 防振双眼鏡「FESTA 12×21 STABI Ⅲ」（2023年9月26日 - 10月2日、JR新宿駅東南口 Flags壁面[105]、2024年2月19日 - 2月25日、みなとみらい線みなとみらい駅[106]）

## 書籍
- ZOC BIBLE（2021年4月1日、KADOKAWA、ISBN 978-4048969376）- アーティストブック
- 1987 -METAMUSE style & photo book（2023年3月8日、トランスワールドジャパン）- 写真集

### 雑誌
- IDOL AND READ 017（2018年12月25日、シンコーミュージック・エンタテイメント） ※大森靖子[107]、戦慄かなの
- IDOL AND READ 018（2019年03月13日、シンコーミュージック・エンタテイメント） ※香椎かてぃ
- IDOL AND READ 019（2019年06月21日、シンコーミュージック・エンタテイメント） ※藍染カレン
- IDOL AND READ 020（2019年09月24日、シンコーミュージック・エンタテイメント） ※兎凪さやか
- IDOL AND READ 021（2019年12月13日、シンコーミュージック・エンタテイメント） ※西井万理那
- IDOL AND READ 023（2020年07月31日、シンコーミュージック・エンタテイメント） ※巫まろ
- IDOL AND READ 025（2020年12月09日、シンコーミュージック・エンタテイメント） ※ZOC
- IDOL AND READ 026（2021年02月22日、シンコーミュージック・エンタテイメント） ※雅雀り子
- IDOL AND READ 028（2021年08月25日、シンコーミュージック・エンタテイメント） ※鎮目のどか
- IDOL AND READ 030（2022年03月07日、シンコーミュージック・エンタテイメント） ※吉良乃ジョナ
- IDOL AND READ 031（2022年07月07日、シンコーミュージック・エンタテイメント） ※大森靖子
- IDOL AND READ 037（2024年01月31日、シンコーミュージック・エンタテイメント） ※大森靖子、荼緒あいみ
- IDOL AND READ 042（2025年04月03日、シンコーミュージック・エンタテイメント） ※大森靖子、戦慄かなの[108]

## ライブ・イベント

### イベント・フェス等
| 2018年 - 2019年 | 2018年 - 2019年                                        | 2018年 - 2019年                | 2018年 - 2019年                                |
| 公演日          | 公演名                                                 | 会場                           | 備考                                           |
| 2018年          | 2018年                                                 | 2018年                         | 2018年                                         |
| --------------- | ------------------------------------------------------ | ------------------------------ | ---------------------------------------------- |
| 9月18日         | 大森靖子生誕祭                                         | 東京・LIQUIDROOM               | ZOC初お披露目                                  |
| 10月13日        | ekoms presents『IN CLOSET 2018』                       | 東京・新木場STUDIO COAST       | ekoms主催企画イベント                          |
| 12月31日        | クソカワカウントダウン～2019年も可愛く生きようねー！～ | 東京・新宿LOFT                 | 大森靖子のカウントダウンイベント               |
| 2019年          |                                                        |                                |                                                |
| 3月9日          | IDORISE!! FESTIVAL 2019                                | 東京・渋谷エリア               | シブヤテレビジョンが主催するサーキットイベント |
| 5月2日          | VIVA LA ROCK EXTRA ビバラポップ！ 2019                 | 埼玉・さいたまスーパーアリーナ |                                                |
| 5月4日          | Tribu pre.ヤなことそっとミュート × ZOC                 | 東京・新宿MARZ                 | ヤなことそっとミュートとのツーマンライブ       |
| 6月16日         | YATSUI FESTIVAL! 2019                                  | 東京・渋谷エリア               |                                                |
| 6月22日         | ULTRA VOID                                             | 大阪・ユニバース               | Have a Nice Day!主催企画イベント               |
| 7月20日         | 加賀温泉郷フェス2019                                   | 石川・加賀温泉郷               | 大宴会場・湯会ステージ                         |
| 8月2日          | TOKYO IDOL FESTIVAL 2019                               | 東京・お台場青海周辺エリア     | DREAM STAGE                                    |
| 8月9日          | @JAM MEETS～オールナイトスペシャル～                   | 神奈川・CLUB CITTA'            |                                                |
| 8月24日         | @JAM EXPO 2019                                         | 神奈川・横浜アリーナ           |                                                |
| 9月30日         | エコムスフェス2019                                     | 東京・TSUTAYA O-EAST           | ekoms主催企画イベント                          |
| 10月5日         | ギュウ農フェス秋のSP 爆音大収穫祭 road to 2020         | 東京・新木場STUDIO COAST       |                                                |

| 2024年   | 2024年                         | 2024年                                                 | 2024年 |
| 出演日   | 公演名                         | 会場                                                   | 備考 |
| -------- | ------------------------------ | ------------------------------------------------------ | --- |
| 1月20日  | MAGIC IDOL PARTY 2024 VOL.1    | 台湾・時藝劇場                                         | |
| 1月21日  | NEON OASIS FEST. '24           | 台湾・新店文山農場                                     | |
| 2月6日   | TOKYO PINK FES!13              | 東京・Spotify O-WEST                                   | 共演：MAPA、はる陽。、椿宝座、TOKYO PINK MINDS                                                                      |
| 2月27日  | 第6回ナカGフェス               | 東京・新宿ReNY                                         | イラストレーターのナカG主催フェス                                                                                   |
| 3月5日   | TOKYO PINK FES!14              | 東京・Spotify O-WEST                                   | 共演：MAPA、はる陽。、椿宝座、TOKYO PINK MINDS 大森靖子、荼緒あいみが出演                                           |
| 3月22日  | HYPER PLAMO Fes 2024           | 千葉・幕張メッセ 国際展示場 展示ホール７ HYPERステージ | 大森靖子、藍染カレン、荼緒あいみが出演                                                                              |
| 3月27日  | 神激 × ZOC                     | 東京・新宿BLAZE                                        | 神使轟く、激情の如く。とのツーマンライブ、Panic Monster !n Wonderland（O.A） 大森靖子、藍染カレン、荼緒あいみが出演 |
| 8月21日  | 椿宝座MARZ定期公演『孤独と川』 | 東京・新宿MARZ                                         | 大森靖子・藍染カレン・荼緒あいみ、3人からなる3ZOCで出演                                                             |
| 11月11日 | ♡秋のTOKYOPINK FES♡2024        | 東京・GARDEN新木場FACTORY                              | 藍染カレン卒業ライブ 共演：MAPA、はる陽。、椿宝座、TOKYO MINDS                                                      |

| 2025年  | 2025年                                                | 2025年                     | 2025年                                                                                                   |
| 出演日  | 公演名                                                | 会場                       | 備考 |
| ------- | ----------------------------------------------------- | -------------------------- | --- |
| 1月25日 | HERO GATE                                             | 東京・代々木公園野外音楽堂 | ZOCX名義、新体制での初ライブ。「冬祭！地酒＆地肴 in 代々木」とのコラボレーション音楽フェス。DAY1に出演。 |
| 3月1日  | こぐまカリーPresents『Mash UP! サラバ味園ユニバース』 | 大阪・味園ユニバース       | 戦慄はスケジュールの都合で不参加。                                                                       |
| 3月2日  | KANSAI COLLECTION 2025 SPRING & SUMMER                | 大阪・京セラドーム大阪     | 大森、戦慄はランウェイにも登場。                                                                         |
| 3月2日  | KOLLABS                                               | 京都・KBSホール            | 2部に出演（3部のファッションショーには天國と千椿が出演）。                                               |
| 4月28日 | ICONIC MOMENTS LIVE! Suppored by ZIP-FM               | 愛知・名古屋DIAMOND HALL   | ZIP-FMのラジオ番組から生まれた音楽イベント。                                                             |
| 6月6日  | WACK in the UK vol.6                                  | London・The Underworld     | 2024年11月に卒業した藍染カレンを迎えての特別編成で出演。戦慄はスケジュールの都合で不参加。               |
| 7月14日 | 誤算だらけのZOCX 2マンライブ                          | 東京・渋谷Spotify O-EAST   | 0.1gの誤算との2マンライブ                                                                                |
| 8月13日 | NEO KASSEN2025                                        | 東京・渋谷Spotify O-EAST   | NEO JAPONISM主催フェス                                                                                   |